# Мёлленсдорф
Мёлленсдорф (нем. Möllensdorf) — деревня в Германии, в земле Саксония-Анхальт.
Входит в состав города Косвиг (Анхальт) района Виттенберг. Население составляет 177 человек (на 31 декабря 2006 года). Занимает площадь 10,62 км².

## История
Впервые упоминается в 1356 году.
Леса вокруг Мёлленсдорфа принадлежали семье художника Лукаса Кранаха.
Ранее имела статус общины (коммуны). В результате районной реформы 1 июля 2007 года община Мёлленсдорф вошла в состав района Анхальт-Цербст. 1 июля 2009 года вошла в состав города Косвиг (Анхальт) района Виттенберг.